# Gueorgui Zazhitski
Gueorgui Semiónovich Zazhitski –en ruso, Георгий Семёнович Зажицкий– (Luga, URSS, 5 de febrero de 1946) es un deportista soviético que compitió en esgrima, especialista en la modalidad de espada.
Participó en los Juegos Olímpicos de Múnich 1972, obteniendo una medalla de bronce en la prueba por equipos. Ganó una medalla de oro en el Campeonato Mundial de Esgrima de 1969.

## Palmarés internacional
| Juegos Olímpicos   | Juegos Olímpicos | Juegos Olímpicos  | Juegos Olímpicos   |
| Año                | Lugar            | Medalla           | Prueba             |
| ------------------ | ---------------- | ----------------- | ------------------ |
| 1972               | Múnich (RFA)     | Medalla de bronce | Espada por equipos |
| Campeonato Mundial |                  |                   |                    |
| Año                | Lugar            | Medalla           | Prueba             |
| 1969               | La Habana (Cuba) | Medalla de oro    | Espada por equipos |